# Keylor Navas
Keylor Antonio Navas Gamboa, kostariški nogometaš, * 15. december 1986, Pérez Zeledón, Kostarika.
Navas je vratar, ki igra za Kostariko in Paris Saint Germain.
Navas je poleti 2014, po tem, ko je s Kostariko zablestel na svetovnem prvenstvu v Braziliji in se uvrstil v četrtfinale, kjer so izpadli proti Nizozemski, za 10 milijonov € prestopil v madridski Real.